# Streptobacillus moniliformis
El Streptobacillus moniliformis es un bacilo Gram negativo, alargado y delgado (0,1 a 0,5 x 1 a 5 µm), inmóvil, anaeróbio facultativo, no capsulado, ni esporulado. Generalmente se encuentran en la faringe de ratas (u otros roedores); los humanos pueden infectarse con esta bacteria más frecuentemente a través de la mordedura de este animal, por lo que la infección es denominada “fiebre por mordedura de rata”.

## Morfología
Es una bacteria Gram-negativa, (0,1 a 0,5 x 1 a 5 µm), en forma de collar. Inmóvil, no capsulada, muy pleoformicos, catalasa-negativo y oxidasa-negativo. Que forman cadenas irregulares de bacilos de trecho muestran ensanchamientos fusiformes y grandes crespúsculos esferoidales. No forman esporas y se comportan como aerobio facultativo. Suelen hacerse mal las tinciones. 

## Características generales de su medio
Su hábitat natural es el tracto respiratorio de las ratas salvajes de laboratorio. Tiene un mayor crecimiento a 37 °C en medios que contengan proteínas séricas, como lo son la yema del huevo o almidón. En el cultivo de estos microorganismo puede observarse las formas L.

## Epidemiología
S. moniliformis se encuentra en roedores salvajes y de laboratorio (que se encuentran en estudios), así como es excretado por la orina, lo que hace que el contacto con ellos o animales que se alimentan de ellos de forma accidental u ocupacional puede hacer que se transmita la infección. Generalmente se encuentran en la faringe de las ratas, el hombre puede llegar a ser infectado por mordedura o algún rasguño, generando “la fiebre por mordedura de rata”, en zonas de ambiente socioeconómico deprimidos donde la población de estos roedores es mayor. Debido a que entre el 10 al 100% son portadoras de S. moniliformis, puede estimarse un riesgo de infección de 10%. Así como también por ingerir alimentos contaminados como la leche, quesos, agua contaminada que contengan desechos de ratas.

## Manifestaciones Clínicas
Generalmente cuando es por mordedura el contagio, el sitio desarrolla una úlcera llena de líquido dentro de los 10 días. La enfermedad tiene un periodo de incubación de 2-10 días, con el síntoma principal fiebre irregular de 38° y 41° que alternan con un intervalo de 24 a 48 horas, cefalea, escalofríos, dolor muscular, vomito, es frecuente una exantema morbiliforme o petequial en palmas, en las plantas y extremidades, que confluyen o se hacen purpuricas.
Infecciones que no son tratadas tienen recaídas durante tres semanas, las complicaciones incluyen desde absceso de tejido blanco, y órganos sólidos, neumonía, endocarditis y meningitis, así como tumefacción de los ganglios linfáticos regionales, y tumefacción de los ganglios linfáticos regionales, anemia entre otros. Rara vez llega al coma y la muerte, su tasa de mortalidad suele ser de 7 al 10%. 
En infecciones experimentales en animales se han observado cambios degenerativos en hígado, riñones y ganglios linfáticos.

## Diagnóstico
En casos en los cuales no se establece con claridad la epidemiología, se debe hacer un diagnóstico diferencial con entidades febriles como fiebre recurrente, malaria, meningicocemia .
Puede existir una intensa leucocitosis que sube hasta 20.000 mm³, y pruebas de serología de la sifiles es positiva en el 25% de los casos. Es exigente, tiene un crecimiento lento, La confirmación por métodos de laboratorio se logra por aislamiento del microorganismo, mediante la inoculación del material obtenido de la lesión primaria, los ganglios linfáticos, la sangre, líquido articular, o pues en medios bacteriológicos o animales de laboratorio apropiados, en medios bacteriológicos enriquecidos con sangre al menos al 15%, suero de caballo o ternera al 20% o líquido ascítico al 5%. Durante un lapso mínimo de 3 semanas, en el cultivo de esos microorganismos puede observarse las formas L.

## Tratamiento
Generalmente este microorganismo es sensible a todos los antibióticos, pero el tratamiento usual consta de penicilina G procaína 600.000UI/12 h im, es el fármaco de elección para la fiebre por mordedura de rata, durante 10 a 14 días por vías intramusculares o intravenosa, independientemente el agente que la causó. Cuando existen alergias a penicilina se puede administrar doxiciclina o estreptomicina.